# Bærum
Bærum [ˈbæːrʉm] ⓘ ist eine Kommune im norwegischen Fylke Akershus. Die Kommune hat 132.358 Einwohner (Stand: 1. Januar 2025) und ist die Kommune mit den meisten Einwohnern in Akershus und den fünftmeisten in Norwegen. Bærum ist eine westliche Nachbarkommune Oslos. Der Großteil der besiedelten Fläche von Bærum zählt zum Osloer Stadtgebiet, dem Tettsted Oslo. Verwaltungssitz ist Sandvika. Bærum gilt als eine der reichsten und exklusivsten Gemeinden Norwegens.

## Geografie

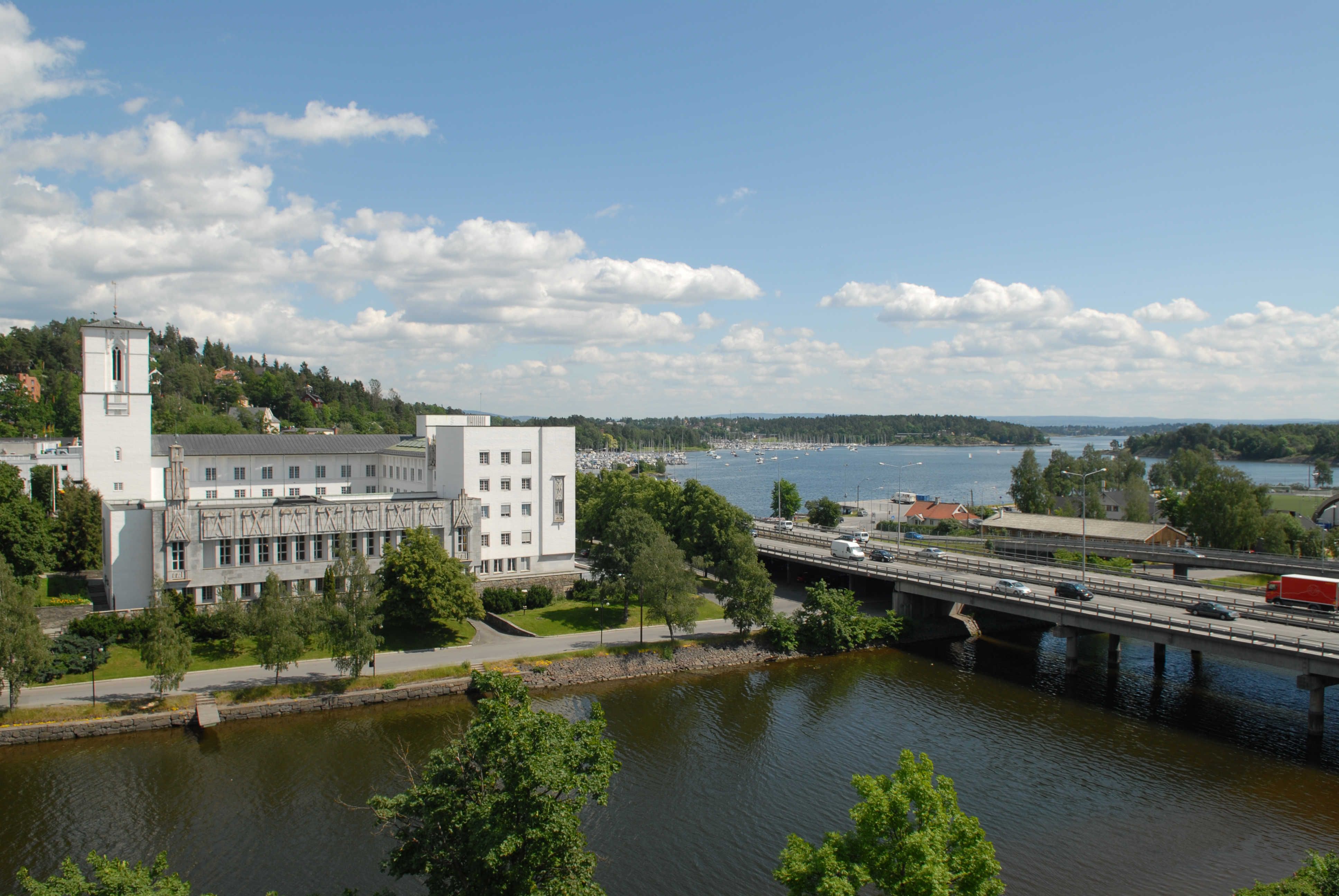
Rathaus in Sandvika mit E18 und Sandvikselva im Vorder- und dem Oslofjord im Hintergrund

Die Gemeinde liegt im Westen von Norwegens Hauptstadt Oslo am inneren Oslofjord. Bærum grenzt im Südwesten an Asker, im Westen an Lier, im Norden an Hole und Ringerike sowie im Osten an Oslo. Da Oslo ein eigenes Fylke bildet, ist die Ostgrenze zugleich die Grenze zwischen den Fylkern Akershus und Oslo. Des Weiteren besteht im Oslofjord eine vollständig im Fjord verlaufende Grenze zur Kommune Nesodden.
Im Oslofjord liegen mehrere zu Bærum gehörende Inseln. Zu diesen gehören die Ostøya, die Borøya und die Gåsøya. Neben diesen Inseln gehört auch die Halbinsel Fornebu, die direkt vor Oslo liegt, zum Gebiet der Kommune. Der Fjordabschnitt zwischen Fornebu und der Halbinsel Bygdøy auf Osloer Seite wird auch Lysakerfjorden genannt.
Von Norden kommend fließen die Flüsse Isielva und Lomma durch den Westen der Kommune. Nach ihrem Zusammenfluss trägt der Fluss den Namen Sandvikselva. Die Sandvikselva mündet bei Sandvika in den Oslofjord. Im Osten von Bærum stellt die Lysakerelva südlich des Sees Bogstadvannet die Grenze zu Oslo dar. Der Fluss mündet östlich der Halbinsel Fornebu bei Lysaker in den Oslofjord.
Das Terrain der Kommune am Oslofjord ist weitgehend flach. Richtung Norden wird das Gebiet hügliger. Den höchsten Punkt der Gemeinde stellt die Erhebung Vidvangshøgda im Nordosten mit einer Höhe von 552 moh. dar. Mehrere Gebiete der Gemeinde sind als Naturreservate ausgewiesen, so auch das um den Berg Kolsåstoppen gelegene Kolsåstoppen Naturreservat.

## Einwohner
Die Kommune gehört zum Großraum Oslo (Stor-Oslo) und der Großteil der Einwohner lebt im zum Stadtgebiet Oslos gerechneten Gebiet, dem Tettsted Oslo. Das Stadtgebiet erstreckt sich in Bærum in einem Band entlang des Oslofjords. Zum 1. Januar 2024 lebten 129.572 der insgesamt 1.098.061 Einwohner des Tettsteds Oslo in der Kommune Bærum. Bis 2021 bildete Lommedalen einen eigenen Tettsted, dieser hatte zuletzt 11.225 Einwohner.
Die Einwohnerzahlen stiegen nach dem Ende des Zweiten Weltkriegs stark an. Ende der 1970er-Jahre ging der Anstieg etwas zurück, wurde danach aber wieder stärker. In der Zeit zwischen 1960 und 2010 verdoppelte sich die Zahl der Einwohner. In den 1990er-Jahren kam es aufgrund des starken Bevölkerungswachstums zu einem Mangel an Baugrundstücken, es wurden in der Folge vor allem Häuser in Fornebu und nördlich von Kolsås gebaut.
Die Einwohner der Kommune werden Bæring genannt. Offizielle Schriftsprache ist Bokmål, die weiter verbreitete der beiden norwegischen Sprachformen.
| Jahr          | 1986   | 1990   | 1995   | 2000    | 2005    | 2010    | 2015    | 2020    | 2025    |
| ------------- | ------ | ------ | ------ | ------- | ------- | ------- | ------- | ------- | ------- |
| Einwohnerzahl | 84.724 | 89.221 | 95.548 | 101.494 | 104.690 | 111.213 | 120.685 | 127.731 | 132.358 |

### Teilgebiete

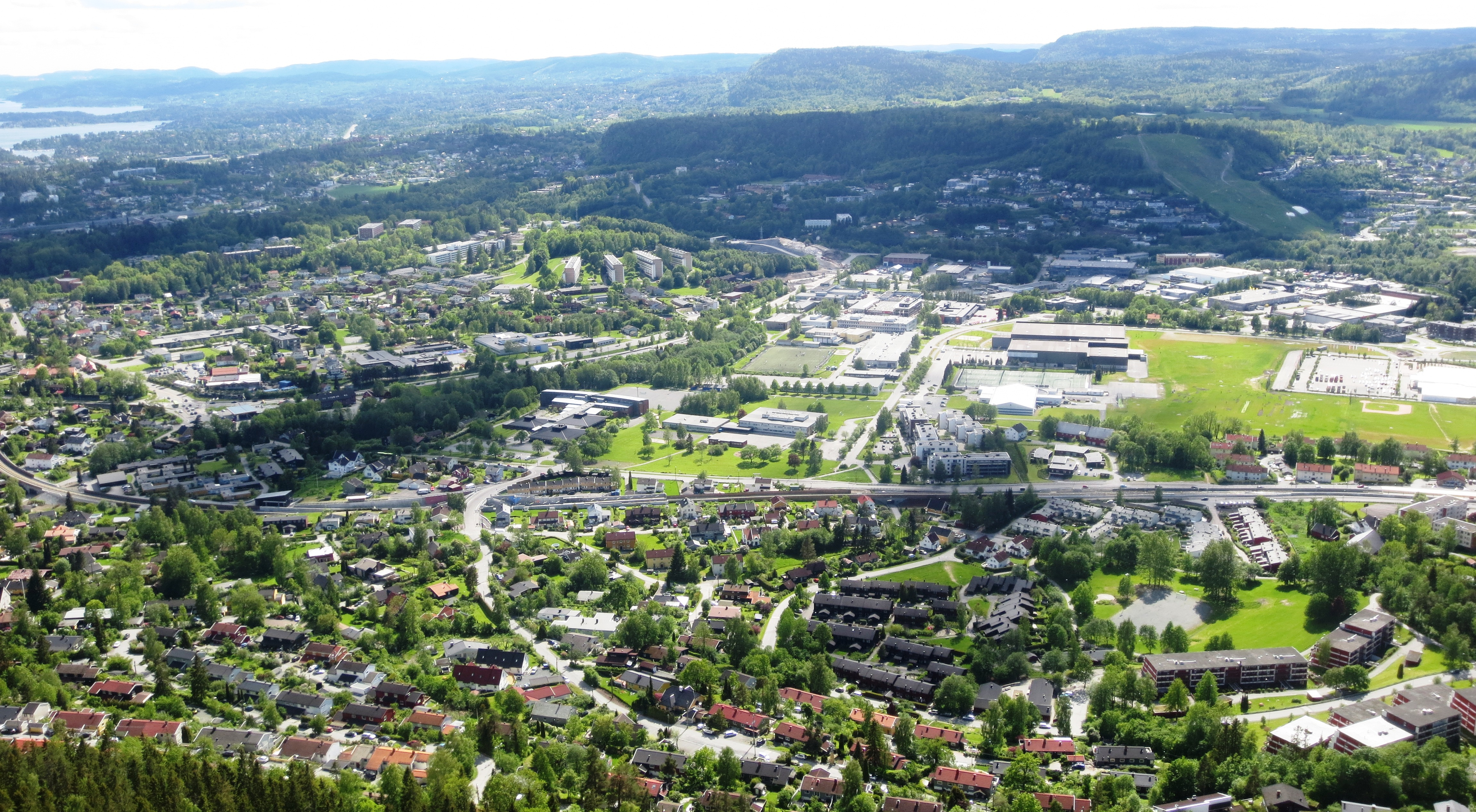
Blick auf den Westen der Gemeinde

Administrativ ist Bærum in 21 Teilgebiete und 413 Kreise unterteilt. Am 1. Januar 2017 wurden als Einwohner in den 21 Teilgebieten gezählt:
| - Bærums Verk: 7.008 - Dønski-Rud: 3.860 - Grav: 6.650 - Haslum: 6.285 - Hosle: 8.412 - Høvik: 5.051 - Jar: 6.848 - Jong: 4.091 - Kirkerud-Sollihøgda: 3.952 - Kolsås: 5.288 - Løkeberg-Blommenholm: 7.572 | - Lommedalen: 4.733 - Lysaker: 4.771 - Østerås-Eiksmarka: 4.260 - Østre Bærumsmarka: 1.910 - Rykkinn Grouped: 9.083 - Sandvika-Valler: 5.428 - Slependen-Tanum: 7.230 - Snarøya: 7.214 - Stabekk: 7.629 - Voll: 5.645 |

## Geschichte
Die Kommune Bærum wurde im Rahmen der Einführung der lokalen Selbstverwaltung im Jahr 1837 gegründet. Nach einer landesweiten Regionalreform gehörte Bærum von 2020 bis 2023 zum Fylke Viken.
Im Jahr 2010 wurde in der Telenor Arena, der Heimstätte von Stabæk IF, der Eurovision Song Contest 2010 ausgetragen. Der wegen Mordes an 77 Menschen zu 21 Jahren Haft mit anschließender Sicherungsverwahrung verurteilte Anders Behring Breivik ist im Hochsicherheitsgefängnis Ila in der Gemeinde Bærum untergebracht. Während des Zweiten Weltkriegs wurde das Gefängnis von den deutschen Besatzern als Konzentrationslager genutzt und war als Polizeihäftlingslager Grini bekannt. Am 10. August 2019 beging ein mit Schusswaffen bewaffneter 21-jähriger norwegischer Attentäter einen terroristischen Anschlag auf die Al-Noor-Moschee, wobei ein Gläubiger, ein 65-jähriger pensionierter pakistanischer Luftwaffenoffizier, beim Aufhalten des Täters verletzt wurde.

## Wirtschaft und Infrastruktur

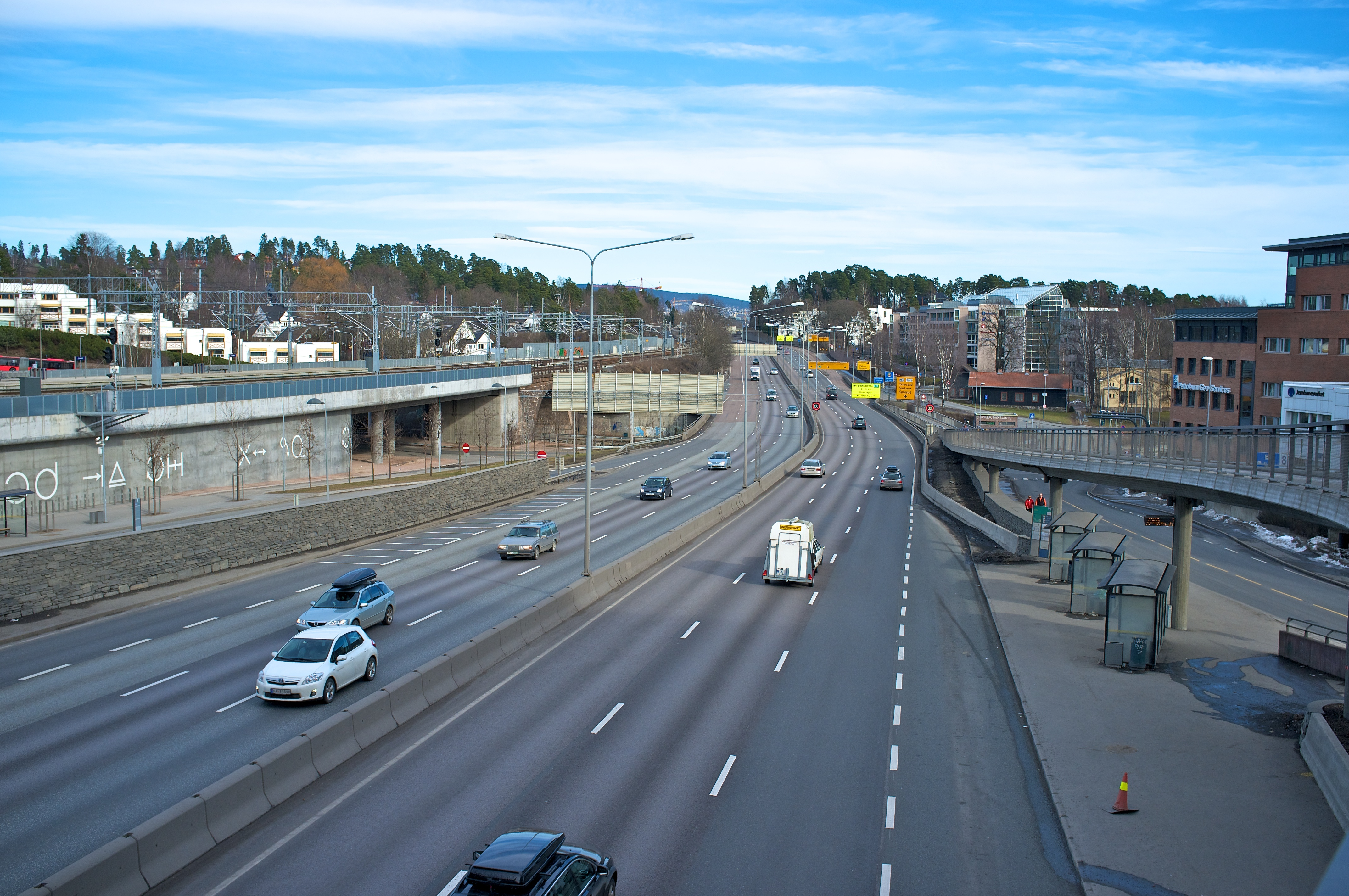
Europastraße 18 in Lysaker

### Verkehr
Entlang des Oslofjords führt die Europastraße 18 (E18) durch Bærum. Die E18 stellt unter anderem die Verbindung nach Oslo im Osten sowie nach Asker und Drammen im Westen her und ist Norwegens meist befahrene Straße. Von Norden kommend mündet in Sandvika, im Südwesten von Bærum, die Europastraße 16 (E16) in die E18. Die E16 verläuft davor am Ufer der Isielva und der Sandvikselva entlang. Weitgehend parallel zur E18 verläuft die Eisenbahnlinie Drammenbanen durch die Kommune. Auch Østerås nahe der Grenze zu Oslo und Kolås weiter westlich sind an das Schienennetz angebunden.
Von 1939 bis 1998 wurde in Bærum der Flughafen Oslo-Fornebu betrieben. Anschließend übernahm der Flughafen Oslo-Gardermoen in der nordöstlich von Oslo gelegenen Gemeinde Ullensaker die Position als Hauptflughafen der Region.

### Gesundheitswesen
In Bærum liegt das Krankenhaus Bærum sykehus und das Martina Hansens Hospital. Auch das Epilepsiezentrum Statens senter for epilepsi ist in der Kommune angesiedelt.

### Wirtschaft
Die Bedeutung der Industrie ist für Bærum rückläufig. Unterdessen gewann der Dienstleistungssektor an Einfluss. In Bærum sind unter anderem mehrere Beratungsfirmen angesiedelt. Die neu entstandenen Dienstleistungsunternehmen siedelten sich vor allem entlang der E18 und Richtung Asker an. In Bærum liegt unter anderem der Firmensitz der norwegischen Telefongesellschaft Telenor. Des Weiteren sind mehrere Reedereien in Bærum angesiedelt, auch wenn es in der Gemeinde keinen größeren Hafen gibt. Zu diesen Reedereien gehört unter anderem Wilh. Wilhelmsen.
Außerhalb des städtischen Gebietes wird auch Landwirtschaft betrieben. Dabei ist vor allem der Anbau von Obst und Blumen verbreitet. Von geringerer Bedeutung ist die Tierhaltung. Im Jahr 2021 arbeiteten von rund 66.200 Arbeitstätigen nur 28.500 in Bærum selbst. Åber 28.600 Personen pendelten in die Nachbarkommune Oslo und über 300 Personen nach Asker. Es folgten Kommunen wie Drammen, Lillestrøm und Lier.

## Kirchen

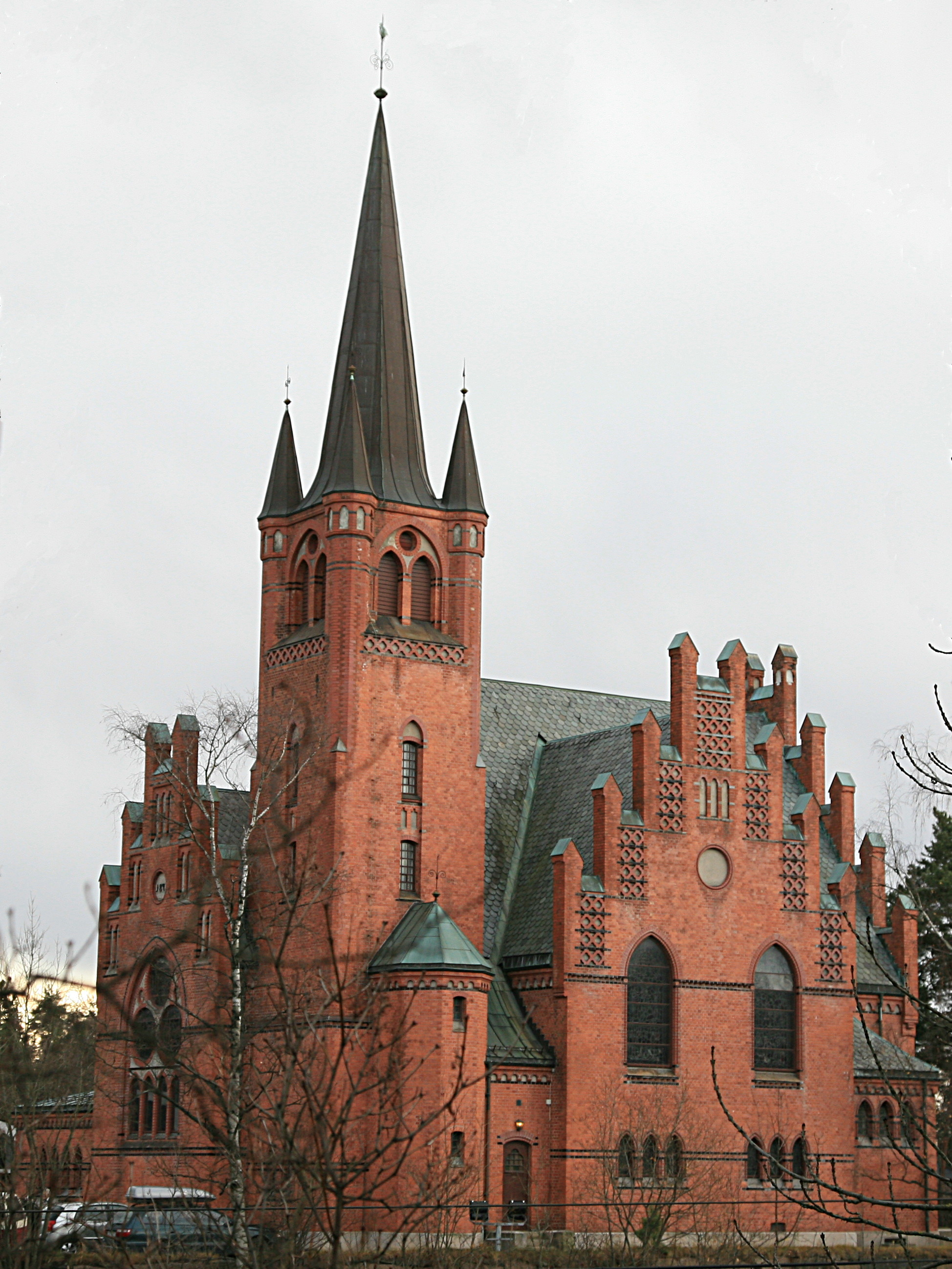
Høvik kirke

Mit der Haslum kirke und der Tanum kirke stehen in Bærum zwei Kirchen aus dem 12. Jahrhundert. Weitere Kirchen sind unter anderem die Snarøya kirke, die Bryn kirke aus dem Jahr 1861 und die 1898 erbaute Høvik kirke.

## Sport
In Bærum liegt ein Standort des privaten Sportgymnasiums Norges Toppidrettsgymnas. Stabæk IF und Bærum SK sind Fußballklubs aus Bærum.

## Bildung
Bærum war im Jahr 2020 die Kommune mit dem höchsten Anteil an Personen mit höherer Bildung in ganz Norwegen. Insgesamt fielen 54 Prozent der Einwohner über 16 Jahre in diese Kategorie. Der Landesdurchschnitt lag bei 35,3 Prozent.

## Name und Wappen
Das seit 1976 offizielle Wappen der Gemeinde zeigt einen silbernen Turm auf grünem Hintergrund. Der Turm soll einen Kalkofen darstellen. Der Name der Gemeinde leitet sich von der altnordischen Bezeichnung Bergeimr oder Bergeimsherað ab. Diese Namen setzen sich aus den Bestandteilen „berg-“ und „-heim“ zusammen.

## Persönlichkeiten
Bekannte in Bærum geborene Personen sind unter anderem die ehemalige Ministerpräsidentin Gro Harlem Brundtland, der Skispringer und Weltmeister Rune Velta sowie die Biathletin und Olympiasiegerin Tiril Eckhoff.